# 叶弦大
叶 弦大（かのう げんだい、1938年8月16日 - ）は、神奈川県出身の作曲家。

## 略歴・人物
音楽大学を卒業後、歌手としてデビュー。その後は作曲家に転向。歌手時代のレコード会社の制作担当であった馬渕玄三とのコンビによる石橋正次の『夜明けの停車場』がヒットした。
代表曲に小林旭『昔の名前で出ています』、水前寺清子『ありがとうの歌』などがある。1990年代に藤あや子『雨夜酒』、冠二郎『酒場』『ぬくもり』、2000年代に石原詢子『ふたり傘』をヒットさせた。
2013年から2017年にかけて、日本作曲家協会の7代目会長を務めた。

## 主な作曲作品

### あ行
- 葵かを里
  - 「夢さくら」（2006年）

- 石川さゆり
  - 「あなたのためなら」（1983年）
  - 「恋路」（1997年）

- 石橋正次
  - 「夜明けの停車場」「鉄橋をわたると涙がはじまる」「雪国へおいで」（1972年）
  - 「お嫁にもらおう」「雨あがりの出発」「朝霧の晴れる前に」（1973年）
  - 「夜明けの街」（1974年）
  - 「明日 また逢おう」「千住大橋」（1975年）
  - 「歩道橋」（1976年）
  - 「昨日にはもどれない」（1977年）
  - 「夜明けの海岸線」「あいつという女」（1978年）

- 石原詢子
  - 「雨の居酒屋」（1992年）
  - 「北しぐれ」（1993年）
  - 「きずな酒」（2002年）
  - 「ふたり傘」（2003年）
  - 「明日坂」（2004年）

- 岩出和也
  - 「雨よ降れ」（2009年）

- 上杉香緒里
  - 「のんべえ」（1999年）

### か行
- 川中美幸
  - 「おれとおまえ」（1983年）
  - 「月夜だね」（1989年）

- 金田たつえ
  - 「つれあい」（1990年）

- 川野夏美
  - 「じょんがら恋唄」（2005年）

- 冠二郎
  - 「しのび酒」（1989年）
  - 「酒場」（1991年）
  - 「ぬくもり」（1992年）
  - 「人情酒場」（1993年）
  - 「まごころ」「思い出川」（1995年）
  - 「望楼の果て」（1996年）
  - 「大文字」「こころ花」（1997年）
  - 「ふたりの止まり木」（2000年）
  - 「流転酒」（2004年）
  - 「横浜物語」（2006年）
  - 「俺のふる里」（2008年）
  - 「居酒屋 かもめ 流れ酒」（2009年）
  - 「小雪の酒場」（2010年）
  - 「人生はふたりの舞台」（2012年）

- 冠二郎・若山かずさ
  - 「ふたり舟」（1994年）

- 北川大介
  - 「やぐるま岬」（2005年）
  - 「アカシアの女」（2006年）
  - 「想い出はマロニエ」「愛してる…激しく」（2007年）
  - 「おまえを連れて」（2009年）
  - 「雨の酒場町」「ブルーな街角」（2010年）
  - 「水芭蕉」（2011年）
  - 「みちのく」（2012年）
  - 「雪割りの花」（2013年）
  - 「旅の居酒屋」（2014年）
  - 「波止場酒」「横濱の踊り子」（2015年）
  - 「男と女」（2016年）
  - 「横濱のブルース」（2017年）
  - 「菜七子」（2018年）
  - 「星空のツイスト」（2020年）

- 北川大介・竹川美子
  - 「星空の下で」（2011年）
  - 「伊豆の国音頭」（2014年）

- 香西かおり
  - 「風恋歌」（2008年）
  - 「秋恋歌」（2016年）

- 小林旭
  - 「自動車ショー歌」（1964年）
  - 「昔の名前で出ています」（1975年）
  - 「北へ」（1977年）

### さ行
- 西郷輝彦
  - 「涙は眠れない」（1969年）
- 佐々木梨里
  - 「怪獣マーチ」（1969年）[2]
- 三條正人
  - 「松江の宿」（1991年)
- 水前寺清子
  - 「花の都の渡り鳥」「女黒田節」「人生舞台」（1965年）
  - 「人情一枚」（1966年）
  - 「みそこなっちゃいけないよ」（1967年）
  - 「男じゃないか」（1969年）
  - 「ありがとうの歌」（1970年）
  - 「人情」（2014年）

- 瀬川瑛子
  - 「とんぼり」（1991年）
  - 「花と嵐」（1996年）

- 千昌夫
  - 「俺だって君だって」（1970年）

### た行
- 竹川美子
  - 「江釣子のおんな」（2003年）
  - 「室津のあなた」（2005年）
  - 「雪の海峡 津軽」（2006年）
  - 「越前かもめ」（2007年）
  - 「むらさき川」（2008年）
  - 「岬のおんな」「雪の十日町」（2009年）
  - 「螢川」（2010年）
  - 「花しのぶ」（2011年）
  - 「五十鈴川」「恋しずく」（2012年）
  - 「おんなの夜明け〜第一章〜」（2013年）
  - 「おんなの夜明け〜第二章〜」（2014年）
  - 「居酒屋「みなと」」（2015年）
  - 「ちぎれ雲」（2016年）
  - 「船頭さん」（2017年）
  - 「片恋おぼろ月」（2018年）
  - 「三年椿」（2019年）
  - 「伊豆の夕月」（2020年）
  - 「女のいろは坂」（2021年）

- 天童よしみ
  - 「かざぐるま」（1991年）

### な行
- 中村美律子
  - 「恋瀬川」「女の旅路」（2008年）
  - 「おんな風の盆」「ふたりの朝」（2011年）
  - 「土佐女房」（2016年）
  - 「かぼちゃの花」「京都二寧坂」（2017年）

### は行
- 藤あや子
  - 「おんな」（1989年）
  - 「雨夜酒」（1991年）

- 細川たかし
  - 「ああ、いい女」（1991年）
  - 「合掌風の宿」（2002年）

### ま行
- 真木ことみ
  - 「北の一番船」（2002年）
  - 「いのち川」（2003年）
  - 「旅路川」（2004年）
  - 「きずな川」（2005年）
  - 「もどり舟」（2006年）
  - 「おもいで橋」「おんなの時雨」（2007年）
  - 「花ふたつ」（2008年）
  - 「母の暦」「無情の雨が降る」（2009年）
  - 「なでしこの花のように」（2012年）
  - 「女の慕情」（2016年）

- 美川憲一
  - 「お待ちしてます」（1976年）
  - 「駅」（1977年）
  - 「小雨のブルース」（1978年）
  - 「うたかたの夢」（1993年）

### や行以降
- 山川豊
  - 「再愛」（2016年）
  - 「黄昏」（2017年）

- 山本譲二
  - 「夢おんな」（1984年）

- 由美かおる
  - 「デートの日記」（1969年）

- 若山かずさ
  - 「ふたりづれ」「幸せとんぼ」（2004年）
  - 「伊良湖悲曲」（2005年）
  - 「縁切寺」（2006年）
  - 「あじさいの宿」（2008年）
  - 「海鳴りの酒場」「雪どけの宿」（2009年）
  - 「湯の町みれん」（2010年）
  - 「山百合の駅」（2011年）
  - 「女のみれん」（2013年）
  - 「おんなの酒」（2014年）

## TV
- ちばテレビカラオケ大賞